# Andrășești, Ialomița
Andrășești este satul de reședință al comunei cu același nume din județul Ialomița, Muntenia, România.

## Legături externe
Materiale media legate de Andrășești la Wikimedia Commons